# Rhytidophyllum vernicosum
Rhytidophyllum vernicosum är en tvåhjärtbladig växtart som beskrevs av Ignatz Urban och Erik Leonard Ekman. Rhytidophyllum vernicosum ingår i släktet Rhytidophyllum och familjen Gesneriaceae. Inga underarter finns listade i Catalogue of Life.